# Kenima galilit
Kenima galilit är en insektsart som beskrevs av Ben-dov 2001. Kenima galilit ingår i släktet Kenima och familjen skålsköldlöss.
Artens utbredningsområde är Israel. Inga underarter finns listade i Catalogue of Life.